# Галлам, Генри
Генри Га́ллам (англ. Henry Hallam; 1777—1859) — английский историк, европеист, историк права.
Член Лондонского королевского общества (1821), иностранный член французской Академии моральных и политических наук (1838).
Магнум опус — «Конституционная история Англии от Генриха VII до Георга II (1485—1760)».

## Биография
Получил образование в Итоне и в Оксфорде, окончил последний в 1799 году. После смерти отца в 1812 году, унаследовал небольшое имение в графстве Линкольншир, где отдался изучению истории. Галлам был связан с блестящей группой авторов и политиков, членов партии вигов, но не принимал участие в политике сам. При этом же являлся активным сторонником многих народных движений, а также аболиционистом.
Первая крупная работа Галлама вышла в 1818 году и была посвящена средневековой истории европейских стран. Однако известность он получил за свою работу по Конституционной истории Англии. Состоял попечителем Британского музея. В 1830 году получил золотую медаль Георга IV за свои труды по истории. Галлам — основатель вигской школы в историографии по конституционной истории Англии. Историю Англии рассматривал как эволюционное развитие принципа конституционной монархии, традиции которой возводил к Великой хартии вольностей и средневековому парламенту. Осуждая абсолютизм Тюдоров и Стюартов, Халлам в то же время отрицательно относился к английской революции (считал, что её нужно было остановить в 1641, когда важные конституционные гарантии были закреплены за парламентом), но усиленно восхвалял как «бескровную» и консервативную так называемую «Славную революцию» 1688—1689 годов.
Основной его труд — «Конституционная история Англии от Генриха VII до Георга II (1485—1760)». Автор превозносит английскую политическую систему, в которой якобы господствует «золотая середина» и отсутствуют крайности — деспотизм и анархия. В отличие от других стран, заявляет Галлам, в Англии всегда царила законность, и с ней считались все, в том числе правители. Правда, он признает, что и в истории Англии были периоды, когда какая-либо крайность на время брала верх. Так, в правление Генриха VIII царил деспотизм, а во время революции середины XVII в. — анархия. Однако такие периоды были исключением и длились недолго. В основном же Англия — это страна, процветающая под властью мудрого закона и конституции.
Четкость и определенность, с которой Галлам в работе сформулировал принципы вигской историографии, обеспечили его книге большой успех в вигских кругах. В научном отношении работа Галлама для своего времени представляла значительный шаг вперед. Автор совсем не касался экономики и социальных проблем, однако сюжеты политической и конституционной истории освещены весьма полно, на обширном материале источников. Большой эрудицией отмечены и другие работы Галлама — «Взгляд на состояние Европы в средние века» в трех томах и «Введение в европейскую литературу».